# Václav Švestka
Václav Švestka (18. září 1921 Čáslav – 16. listopadu 2006 Kolín) byl český katolický kněz a jezuita, vězeň komunistického režimu.